# In palo
In palo è un termine utilizzato in araldica per indicare una figura che, contro la sua natura, si dispone verticalmente. Si usa l'espressione ordinate in palo per designare le figure araldiche poste una sull'altra verticalmente. Il suo contrario è in fascia. 

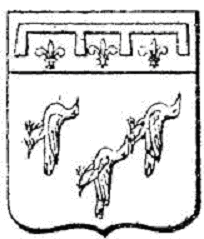
Uccelli in palo
Guanto posto in palo
Ramo mozzo posto in palo
Sei scudetti ordinati in palo, 3 e 3
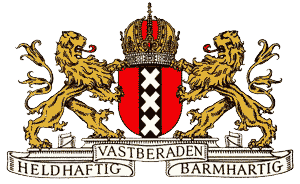
Tre croci in decusse scorciate e ordinate in palo
Tre stelle d'oro ordinate in palo
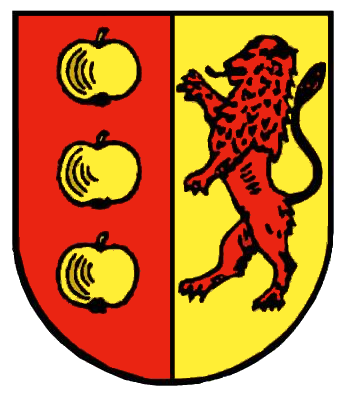
Tre mele ordinate in palo
Quattro stelle ordinate in palo, 2 e 2